# Monotes dasyanthus
Monotes dasyanthus är en tvåhjärtbladig växtart som beskrevs av Ernest Friedrich Gilg. Monotes dasyanthus ingår i släktet Monotes och familjen Dipterocarpaceae. Inga underarter finns listade i Catalogue of Life.